# Foltoslábú légycincér
A foltoslábú légycincér (Molorchus umbellatarum) a cincérfélék családjába tartozó, Európában és Nyugat-Ázsiában honos, lombos fákon, cserjéken élő bogárfaj. 

## Megjelenése
A foltoslábú légycincér testhossza 5-9 mm. Testalkata karcsú, megnyúlt. Az előtor oldalai ívesek, a szárnyfedők csökevényesek, kb. a kétötödéig fedik a potrohot; alóluk kilátszanak a hártyás repülőszárnyak. Alapszíne fekete vagy sötétbarna; csápjai és lábai vörösbarnák, de a középső és hátulsó combok töve a bunkóig sárga; szárnyfedői barnás- vagy vörösessárgák, de tövük, oldalaik és végük kissé sötétebb. Az előtor durván pontozott, a középen és elöl kétoldalt kiemelkedő dudorai viszonylag nagyok, simák, fényesek, a töve előtt a harántbenyomat mélyebb. Csápja karcsúbb, hosszabb, ízei az ötödiktől kezdve erősen megnyúltak, az ötödik íz majdnem másfélszer hosszabb, mint a negyedik, hátrahajlítva a hatodik íz vége eléri a szárnyfedők csúcsát, a harmadik csápíz sokkal rövidebb, mint az első.  

## Elterjedése és életmódja
Európában és Nyugat-Ázsiában honos a Brit-szigetektől a Kaukázuson át Északnyugat-Iránig. Magyarországon a hegy- és dombvidékeken elterjedt, gyakori faj. 
Lárvája különféle lombos fák és bokrok (vadrózsa, szeder, almafa, som, fagyal, kecskerágó, fanyarka, gesztenye stb.) elhalt vékony ágaiban él. Először a kéreg alatt rág, majd behatol a fába is. Két évnyi fejlődés után horog formájú bábkamrát készít, lárvaként áttelel, majd tavasszal bebábozódik. Az imágó áprilistól júliusig rajzik. Nappal aktív és többnyire virágzó cserjéken, fákon, ernyősökön tartózkodik, de megtalálhatók a bokrok elhalt ágain is. 

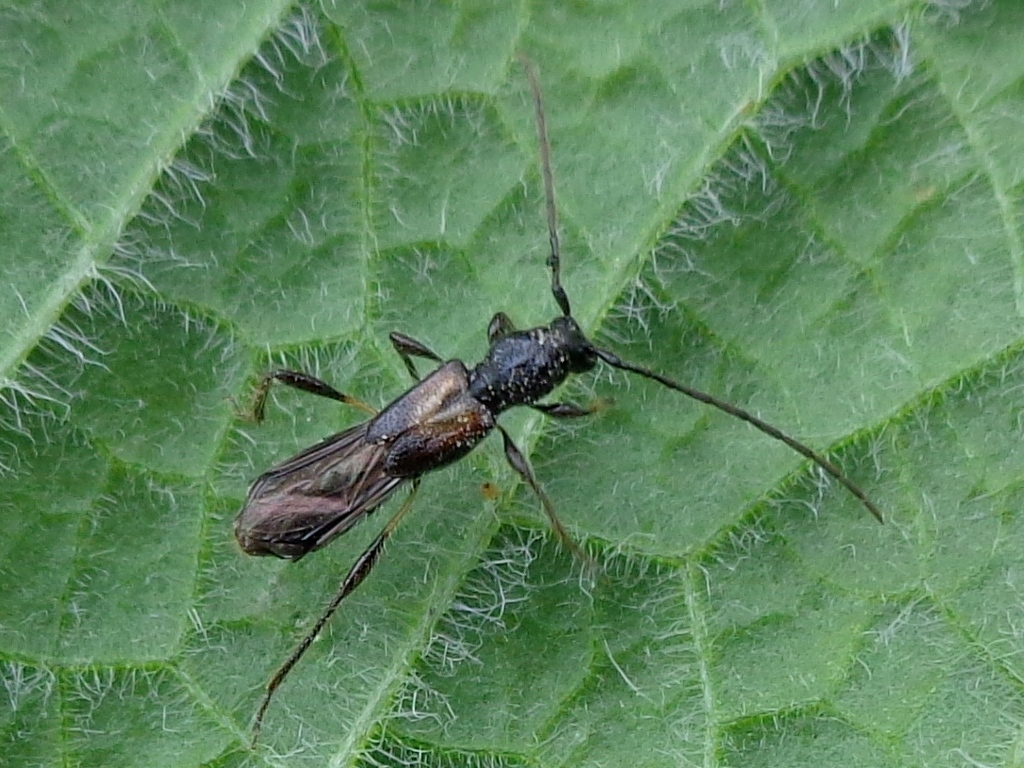
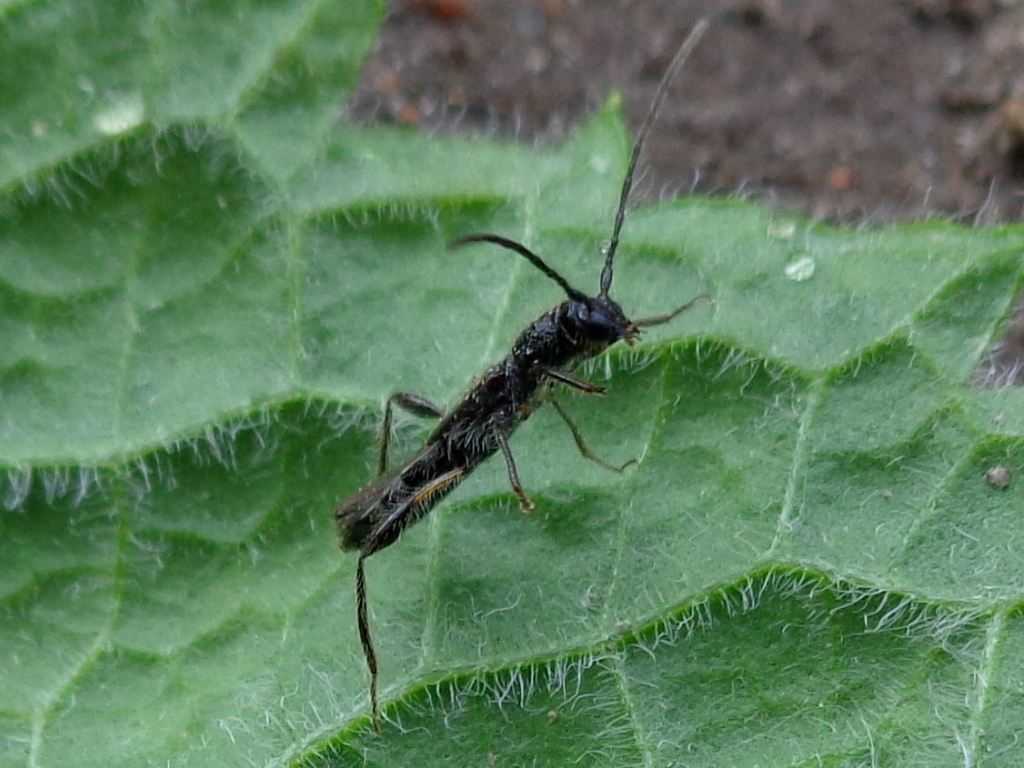
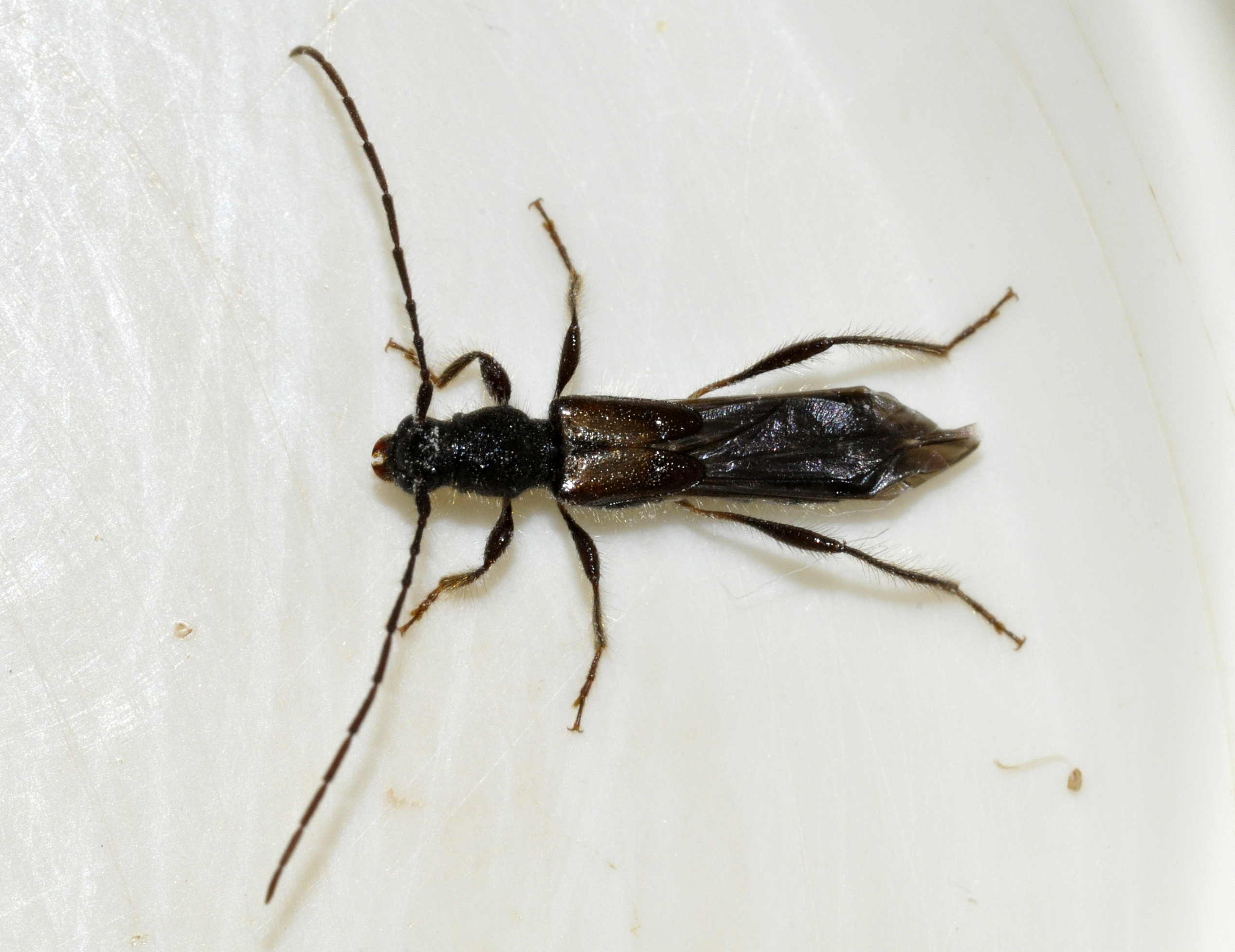
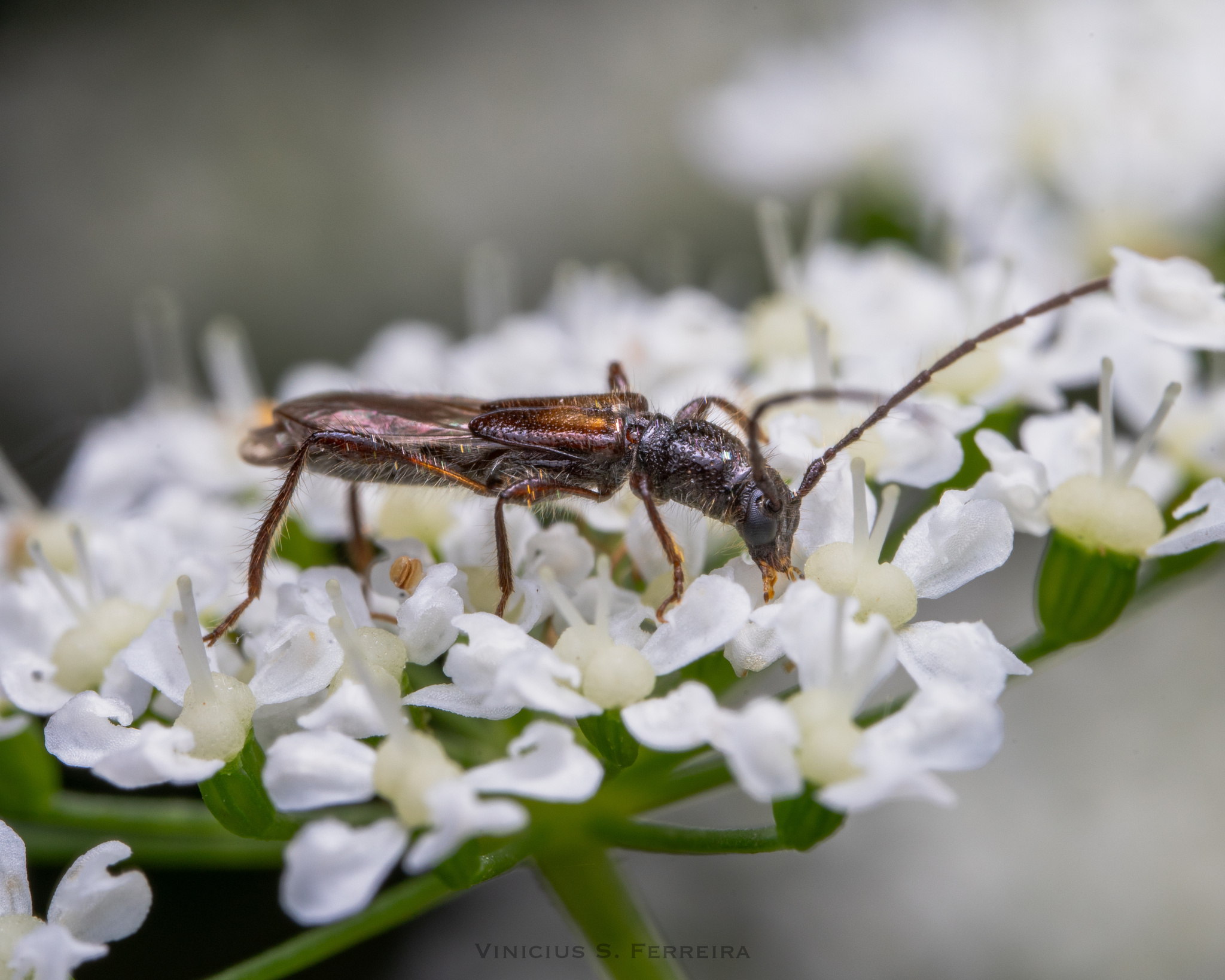
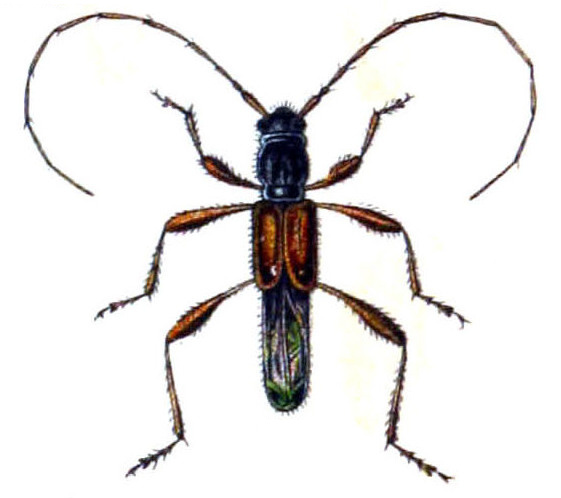

Magyarországon nem védett.